# 周秉华
周秉华（1946年7月4日—），男，祖籍浙江绍兴，生于天津，中华人民共和国官员，周恩来的侄子。

## 生平
周秉华先后就读于北海幼儿园、八一中学，高中毕业后参军。
1969年2月从部队复员回北京，被分配在北京印刷一厂的排装车间当了一名工人。
1977年31岁时与夫人李玉树结婚。
1984年报考中央广播电视大学并被录取，1987年毕业获得大专学历。
1985年任北京市印刷物资公司任党总支书记。
1987年7月调任北京市新闻出版局党组办工作，分管统战、保卫、纪检工作。1994年6月调入市场管理处，负责出版发行业务管理。
1996年、1998年，被评为北京市扫黄打非先进个人。
2000年5月由北京市新闻出版局派驻到甜水园图书批发市场，担任“行业监督管理办公室”主任。
2000年和2002年秉华被评为北京新闻出版局优秀党员。
2001年被评为北京市直属机关优秀党员。2003年春，全国新闻出版系统召开上一年度“扫黄打非”先进工作者表彰大会上当选全国先进工作者。为此三姐周秉宜专门在北京青年报上连载了文章《周家有男当劳模》
2006年退休。

## 家族
周秉华的父亲，是中华人民共和国第一任总理周恩来的三弟周恩寿。在6个孩子中排行第4位，另外5个兄弟姐妹是：大姐周秉德、二哥周秉钧、三姐周秉宜、五弟周秉和和六妹周秉建。与大姐周秉德、六妹周秉建，在所有兄弟姐妹中周秉华最为低调，很少出席各类涉及周恩来的庆祝与采访活动，也鲜见于各类媒体报道中。
夫人李玉树为原商业部计划局副局长李诚和妻子殷国瑞的长女。二人育有一子周力（1980年8月24日－）。